# Чхве Да Бін
Чхве Да Бін (нар. 19 грудня 2000, Сеул, Республіка Корея) — південнокорейська фігуристка. Переможниця Азійських зимових ігор 2017 року, 5-кратна призерка національної першості (три срібні медалі, дві бронзові). Вона потрапила в першу десятку на Чемпіонату світу з фігурного катання 2017, Чемпіонату чотирьох континентів з фігурного катання (Four Continents Figure Skating Championships) і двічі (2014, 2015) на Першості світу серед юніорів з фігурного катання. Виграла дві бронзові медалі серії юніорського гран-прі 2015—2016, в Австрії та Латвії.

## Особисте життя
Да Бін Чхве народилася 19 січня 2000 року в Сеулі. Станом на лютий 2017 вона була студенткою вищої школи Сурі (Suri High School).

## Кар'єра

### Ранні роки
2010 року в віці дев'яти років Да Бін виборола срібну медаль Південнокорейської першості серед новачків. У дорослих змаганнях вона виграла бронзові медалі Чемпіонатів 2012 і 2013.

### Сезон 2013—2014
В сезоні 2013—2014, Чхве дебютувала на юніорському гран-прі Міжнародного союзу ковзанярів, посівши четверте і п'яте місця на двох його етапах. На Чемпіонаті світу серед юніорів-ковзанярів у Софії вона зайняла дев'яте місце в короткій програмі, шосте в довільній програмі і шосте в цілому встановивши новий особистий рекорд: 162,35 очка.

### Сезон 2014—2015

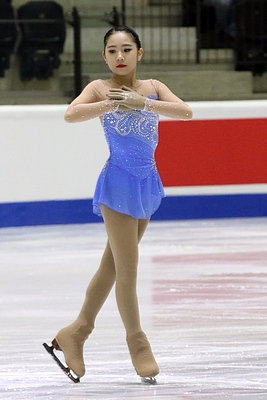
Чхве на Юніорській першості світу 2015 року

У сезоні 2014—2015 Чхве посіла четверте і п'яте місця на етапах юніорського гран-прі Міжнародного союзу ковзанярів у Франції та Японії. У 2015 вона була другою в Південнокорейському чемпіонаті в обох програмах, поступившись Пак Со Йон. Того ж року на Чемпіонаті світу серед юніорів, вона зайняла дев'яте місце в обох програмах і в загальному заліку, закріпивши таким чином два місця для її країни на 2016 рік.

### Сезон 2015—2016
В сезоні 2015—2016, Чхве виграла свої перші медалі юніорського гран-прі: бронзу в Ризі та Лінці. В результаті міжнародного дебюту, Да Бін посіла 8-ме місце змагання CS Tallinn Trophy 2015. Того ж року вона виграла свою першу золоту медаль на національних змаганнях KSU President Cup Ranking Competition. 2016 приніс ковзанярці 8-е місце з особистими рекордами у довільній програмі і за загальною сумою балів на Чемпіонаті чотирьох континентів в Тайбеї (Тайвань).

### Сезон 2016—2017
Дебют у дорослих змаганнях серії гран-прі приніс їй 7 на етапі в Канаді та 9 в Саппоро (Японія). Чхве посіла четверте місце Південно-корейського Чемпіонату 2017. Змінивши тренерів і репертуар у середині сезону, вона посіла 5 місце Чемпіонату чотирьох континентів в Каннині (Південна Корея) та покращила особисті рекорди.
Викликана на заміну травмованій Пак Со Йон на Зимові азійські ігри в Саппоро, Чхве виграла для своєї країни першу золоту медаль цих змагань у фігурному катанні. За схожих обставин потрапивши на Чемпіонат світу в Гельсінкі, Фінляндія, вона посіла 10-ту сходинку заліку, забезпечивши своїй країні два місця на одиночних змаганнях фігуристок Зимової Олімпіади 2018 в Пхенчхані та Чемпіонат світу 2018 року в Мілані.

## Програми
| Сезон     | Коротка програма | Вільна програма | Показовий виступ |
| --------- | --- | --- | --- |
| 2017—2018 | - Papa, Can You Hear Me? муз. Мішель Легран хореогр. Кендзі Міямото | - з фільму Доктор Живаго муз. Моріс Жарр хореогр. Паскаль Камерленго (Pasquale Camerlengo) - Gypsy Songs муз. Антонін Леопольд Дворжак хореогр. Девід Вільсон - I Feel Pretty - Maria муз. з Вестсайдської історії Леонард Бернстайн хореогр. Нікіта Міхайлов | - It's Over, Isn't It? зі Стівен Юніверс у виконанні Deedee Magno Hall - Someone in the Crowd з фільму Ла-Ла Ленд муз. Джастін Гурвіц хореогр. Нікіта Міхайлов |
| 2016—2017 | - It's Over, Isn't It? зі Стівен Юніверс у виконанні Deedee Magno Hall - Someone in the Crowd з фільму Ла-Ла Ленд муз. Джастін Гурвіц хореогр. Нікіта Міхайлов - Qué rico el mambo муз. Перез Прадо хореогр. Паскаль Камерленго (Pasquale Camerlengo) | - Доктор Живаго муз. Моріс Жарр хореогр. Паскаль Камерленго | - Candyman Крістіна Агілера |
| 2015—2016 | - Mama, I'm a Big Girl Now з фільму Лак для волосся муз. Марч Шейман (Marc Shaiman) хореогр. Паскаль Камерленго | - Les Misérables муз. Клод-Мішель Шенберг у виконанні Борнмутського симфонічного оркестру хореогр. Паскаль Камерленго | |
| 2014—2015 | - Invierno Porteno муз. Астор П'яццола | - Andante spianato et grande polonaise brillante op. 22 муз. Фредерік Шопен | |
| 2013—2014 | - Kalinka муз. Ларіонов Іван Петрович | - Coppélia муз. Лео Деліб | - Diamonds Are a Girl's Best Friend з фільму Мулен Руж!) у виконанні Ніколь Кідман                                                                             |
| 2012—2013 | - Annie Чарльз Страуз | - Вальс муз. Йоганн Штраус (син) | |
| 2011—2012 | - Sing, Sing, Sing муз. Луї Пріма | | |

## Турнірні результати
Цифрами вказані турнірні місця. ГП: гран-прі Міжнародного союзу ковзанярів (ISU); СЧ: серія челленджер ISU (ISU Challenger Series); ЮГП: Юніорські гран-прі ISU; ВЗ: включена в заявку; ЗзЗ: знялася зі змагань.

### Від сезону 2011—2012 до сьогодні[6]
| Міжнародні                              | Міжнародні | Міжнародні | Міжнародні | Міжнародні | Міжнародні | Міжнародні | Міжнародні |
| Змагання                                | 11–12      | 12–13      | 13–14      | 14–15      | 15–16      | 16–17      | 17–18      |
| --------------------------------------- | ---------- | ---------- | ---------- | ---------- | ---------- | ---------- | ---------- |
| Олімпіада                               |            |            |            |            |            |            | ВЗ         |
| Чемпіонат світу                         |            |            |            |            | 14         | 10         | ВЗ         |
| Чотири Континенти                       |            |            |            |            | 8          | 5          | 4          |
| ГП Cup of China                         |            |            |            |            |            |            | 9          |
| ГП NHK Trophy                           |            |            |            |            |            | 9          |            |
| ГП Skate America                        |            |            |            |            |            |            | ЗзЗ        |
| ГП Skate Canada                         |            |            |            |            |            | 7          |            |
| СЧ Finlandia                            |            |            |            |            |            |            | 9          |
| СЧ Ondrej Nepela                        |            |            |            |            |            | 4          | 4          |
| СЧ Tallinn Trophy                       |            |            |            |            | 8          |            |            |
| СЧ U.S. Classic                         |            |            |            |            |            | 4          |            |
| Asian Games                             |            |            |            |            |            | 1          |            |
| Asian Trophy                            |            |            |            |            |            | 2          |            |
| Міжнародні серед новачків (н) і юніорів |            |            |            |            |            |            |            |
| Юніорська світова першість              |            |            | 6          | 9          |            |            |            |
| ЮГП Австрія                             |            |            |            |            | 3          |            |            |
| ЮГП Білорусь                            |            |            | 4          |            |            |            |            |
| ЮГП Франція                             |            |            |            | 5          |            |            |            |
| ЮГП Японія                              |            |            |            | 4          |            |            |            |
| ЮГП Латвія                              |            |            |            |            | 3          |            |            |
| ЮГП Мексика                             |            |            | 5          |            |            |            |            |
| Asian Trophy                            | 1(н)       | 1(н)       | 3          | 2          |            |            |            |
| Triglav Trophy                          |            |            |            | 1          |            |            |            |
| Національні                             |            |            |            |            |            |            |            |
| Чемпіонат Республіки Корея              | 3          | 3          | 4          | 2          | 2          | 4          | 2          |
|                                         |            |            |            |            |            |            |            |